# Артуро Борда
Артуро Борда Ґосальвес Каліксто (ісп. Arturo Borda Gozálvez Calixto; 14 жовтня 1883, Ла-Пас — 17 червня 1953, Ла-Пас) — болівійський художник, портретист, пейзажист, письменник, журналіст, політичний діяч, анархо-синдикаліст та актор.

## Біографія
Народився у сім’ї військового Хосе Борди Ґосальвеса та Леонор Ґосальвес Монтенеґро. Родина належала до середнього класу і мала п’ятеро дітей. Навчався у єзуїтів та в коледжі Аякучо, але середню освіту не завершив. Захоплення малюванням, літературою та поезією проявилося у 16-річному віці. У 1935–1945 роках підтримував романтичні стосунки з монахинею. Страждав на алкоголізм, що призвів до його смерті: за свідченнями, помер від отруєння соляною кислотою, випадково випивши її замість алкоголю. Його смерть описав болівійський письменник Хайме Саенс. Був одним із ранніх пропагандистів соціалістичних ідей у Болівії та обіймав посаду генерального секретаря анархо-синдикалістської організації «Federación Obrera del Trabajo» у Ла-Пасі.

## Творчість

### Живопис
Створив понад три тисячі картин. Серед найвідоміших робіт:
- Mis dos hermanas («Мої дві сестри», бл. 1916),
- El Yatiri («Ятірі», 1918),
- Mis padres Leonor Gosálvez y José Borda («Мої батьки Леонор Госальвес і Хосе Борда», 1943),
- La crítica de los ismos y el triunfo del arte clásico («Критика “-ізмів” і тріумф класичного мистецтва», 1948).

Неодноразово зображував вершину Ільімані, символ своєї рідної Ла-Пас. У 1966 році критик New York Times Джон Канадей назвав портрет його батьків однією з найвизначніших робіт латиноамериканського мистецтва. Чимало картин зберігаються в музеях Ла-Паса.

### Кінематограф
У 1930 році зіграв роль верховного жерця інків Хуїяк Уми у фільмі Wara Wara режисера Хосе Марії Веласко Майдани, де також був сценографом. У 1932 році поставив та зіграв у власному короткометражному фільмі Hacia la gloria